# Улинич, Анна Сергеевна
Аня Улинич (англ. Anya Ulinich; род. 10 ноября 1973, Москва) — американская писательница российского происхождения.

## Биография
Родилась в 1973 году в Москве в еврейской семье. В 17-летнем возрасте эмигрировала вместе с родителями в США, жила в Аризоне (Финикс).
В США в 1996 году окончила Чикагский институт искусств, а в 2000 году — Калифорнийский университет в Дэвисе, получив степень магистра искусств. За свою первую книгу «Петрополь» (2007) получила премию Национального книжного фонда в номинации для молодых авторов до 35 лет. В 2009 писательница стала финалисткой премии Сэмми Рора, одной из самых больших литературных премий в мире и крупнейшей премии в еврейской литературе.
В настоящее время живёт и работает в Бруклине (Нью-Йорк).